# Chlorure de fluorénylméthoxycarbonyle
Le chlorure de fluorénylméthoxycarbonyle est un ester de chloroformiate utilisé en synthèse organique pour introduire des groupes protecteurs Fmoc pour les amines, notamment lors de synthèses de peptides, par exemple :
L'autre façon d'introduire un groupe Fmoc consiste à faire réagir du N-(9-fluorénylméthoxycarbonyloxy)-succinimide (Fmoc-OSu), qui peut quant à lui être obtenu en faisant réagir du Fmoc-Cl avec un sel de N-hydroxysuccinimide.
On peut produire chlorure de fluorénylméthoxycarbonyle en faisant réagir du 9-fluorénylméthanol avec du phosgène :
Il peut être clivé par des bases, typiquement par une solution de pipéridine :